# Matjaž Godina
Matjaž (Matijaš) Godina (madžarsko Godina Mátyás) * Lemerje, o. 1768; † Gornji Petrovci, 1. januar, 1835. Slovenski nižji plemič, evangeličanski duhovnik in književnik v Prekmurju (v tistem času Slovenska okroglina), na Ogrskem.
Osnovno šolo je obiskoval v Šurdu, kje sta delovala Štefan Küzmič in Mihael Bakoš. Potem je hodil v Čobinu (Nemescsó). V Šopronu je končal študij, in od leta 1793, do leta 1799 je delal v Bodoncih kot učitelj, potem kot duhovnik (1799-1821). Leta 1821 Godina je bil poklican za prvega duhovnika v novo cerkveno županijo v Gornjih Petrovcih. Tam je umrl.
Pisal je prekmurske cerkvene pesme, pridige in šolske poučne snovi. 1817 Godina in puconski Franc Berke sta izdala zopet Nouvi Zákon Štefana Küzmiča.